# Tweede Slag bij Tembien

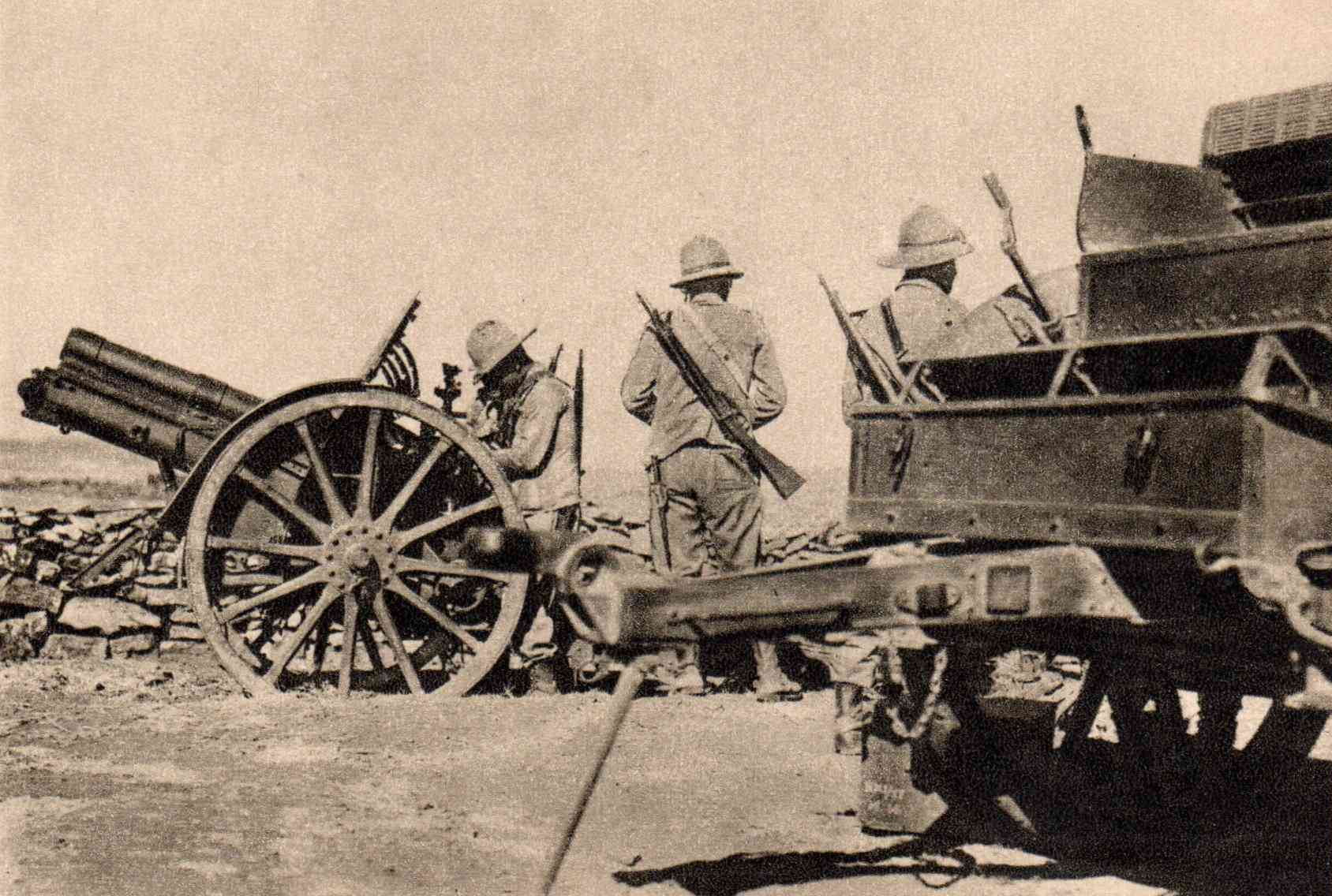
Italiaanse artillerie in Tembien

De Tweede Slag bij Tembien was een veldslag van 27 tot 29 februari 1936 tussen de Italianen en de Ethiopiërs in de Ethiopische provincie Tembien op het noordelijk front van de Tweede Italiaans-Ethiopische Oorlog.

## Voorafgaande
Maarschalk Pietro Badoglio was met zijn leger van 70.000 man op weg naar de Ethiopische hoofdstad Addis Abeba.
Van 20 tot 24 januari had Badoglio in de Eerste Slag bij Tembien de legers van ras Kassa Haile Darge en ras Seyoum Mengesha verdreven. Van 10 tot 19 februari had Badoglio de berg Amba Aradam ingenomen met de Slag bij Amba Aradam. Ras Mulugeta en zijn zoon waren daarna gesneuveld en hun leger vernietigd. Nu richtte Badoglio zich opnieuw tegen de legers van ras Kassa en ras Seyoum van samen 40.000 man.

## Voorbereiding
Badoglio begon met de opslag van voorraden in vooruitgeschoven posities: 48.000 granaten en 7 miljoen kogels.
Badoglio zond het 3e legerkorps naar Gaela en de Geba-vallei om ras Kassa de terugtocht af te snijden. Het korps uit Eritrea bezette de wegen ten zuiden van Abbi Addi en rukte dan op door de Warieu-pas en de Abaro-pas.
Het terrein speelde in het voordeel van de verdedigers. De wouden en ravijnen bemoeilijkten de inzet van artillerie en tanks.

## Commando's
De rechtervleugel van de Etiopiërs lag in een sterke stelling op Amba Work, de gouden berg.
Daar blokkeerden ze de weg naar Abbi Addi, waar het 3e legerkorps en het korps uit Eritrea wilden samenkomen.
Honderd commandos van de bergtroepen en de zwarthemden kregen bevel om Amba Work 's nachts in te nemen. Ze vielen aan met granaten en messen en verrasten de Ethiopiërs.
Eens de Italianen Amba Work in handen hadden, rukten twee colonnes van het korps uit Eritrea op naar Zebandas en Worrega.

## Ethiopische aanval
In de ochtend van 27 februari stelde het leger van ras Seyoum zich in slagorde op voor Abbi Addi. Hoorns en oorlogstrommels negarait weerklonken en de Ethiopiërs kwamen uit de beschutting van de wouden van Debra Ansa om de Italianen aan te vallen.
Van 8h00 tot 16h00 vielen de Ethiopiërs met zwaarden en knuppels in golven aan op de eerste linies van de Alpijnse troepen en zwarthemden. Ze werden neergemaaid met machinegeweren. Toen de aanvallen luwden, zetten de Italianen een tegenaanval in met artillerie. Bommenwerpers lieten 200 ton explosieven vallen. Ras Seyoum trok zich terug naar de rivier Tekezé met achterlating van duizend doden. Bommenwerpers bestookten de vluchtenden.
Op 29 februari kwamen het 3e legerkorps en het korps uit Eritrea samen op vijf km ten westen van Abbi Addi.

## RasKassa
Ras Kassa verzocht keizer Haile Selassie per radio toestemming om zich terug te trekken uit de provincie Tembien. De keizer had al aangegeven, dat ras Kassa zich moest terugtrekken naar Amba Aradam en daar hergroeperen met de resten van het leger van ras Mulageta.
Het leger van ras Kassa was nog niet in actie gekomen en ras Kassa trok zich terug naar Amba Aradam maar werd ook gebombardeerd.

## Oorlogsverslaggeving
Herbert Matthews telegrafeerde naar de New York Times:
"Het leger van ras Kassa in de regio Tembien van Ethiopië ten noordwesten ven Mek'ele is vernietigd. Hij vlucht zelf voor zijn leven met enkele volgelingen. Tussen de Italiaanse strijdkrachten en Addis Ababa ligt heel noordelijk Ethiopië onverdedigd open. Alleen het leger van keizer Haile Selassie kan weerstand bieden en naar verwacht is ook die niet ernstig.”
Een correspondent van United Press schreef:
 "Met gebruik van heel zijn noordelijk leger van 300.000 man heeft Badoglio de legers van ras Kassa en ras Seyoum uiteengeslagen... In hun overwinning hebben fascistische legioenen de strategische gouden berg (Amba Work) bezet, wat Badoglio beheersing over noordelijk Ethiopië geeft.”

## Nasleep
Twee weken later bereikten ras Kassa en ras Seyoum het hoofdkwartier van keizer Haile Sellassie te Korem en ze zouden vechten in de Slag bij Maychew.
Ras Mulugeta was dood, ras Kassa en ras Seyoum waren verslagen en hun drie legers vernietigd. De Italianen telden 600 doden en de Ethiopiërs 8000. Van de vier noordelijke legers bleef er nog maar één over: dat van ras Imru Haile Selassie in de provincie Shire. Badoglio zou die aanpakken in de Slag bij Shire